# Stray Sheep
STRAY SHEEP – piąty album studyjny japońskiego piosenkarza Kenshiego Yonezu, wydany w Japonii 5 sierpnia 2020 roku, pierwszy wydany przez SME Records. Ukazał się w trzech wersjach: regularnej i trzech limitowanych. Osiągnął 1 pozycję w rankingu Oricon i pozostał na liście przez 97 tygodni. W pierwszym tygodniu sprzedał się w liczbie 879 768 kopii, a łącznie – 1 677 292 egzemplarzy. Zdobył status płyty Milion.
Piosenka „Kanden” została wykorzystana jako piosenka przewodnia TV dramy MIU404 stacji TBS. „Umi no yūrei” została wykorzystana jako piosenka przewodnia filmu anime Kaijū no kodomo.

## Lista utworów
Wszystkie utwory zostały napisane i skomponowane przez Kenshiego Yonezu. 
| CD  | CD                                                  | CD                                                | CD      |
| Nr  | Tytuł utworu                                        | Aranżacja                                         | Długość |
| --- | --------------------------------------------------- | ------------------------------------------------- | ------- |
| 1.  | „Campanella” (jap. カムパネルラ)                    | Kenshi Yonezu, Yūta Bandō                         | 3:55    |
| 2.  | „Flamingo”                                          | Kenshi Yonezu                                     | 3:16    |
| 3.  | „Kanden” (jap. 感電)                                | Kenshi Yonezu, Yūta Bandō (instr. smyczkowe)      | 4:24    |
| 4.  | „PLACEBO + Noda Yōjirō” (jap. PLACEBO + 野田洋次郎) | Kenshi Yonezu, Yūta Bandō                         | 4:00    |
| 5.  | „Paprika” (jap. パプリカ)                           | Kenshi Yonezu, Yūta Bandō                         | 3:22    |
| 6.  | „Uma to shika” (jap. 馬と鹿)                        | Kenshi Yonezu, Yūta Bandō (instr. smyczkowe)      | 4:25    |
| 7.  | „Yasashii hito” (jap. 優しい人)                     | Kenshi Yonezu, Yūta Bandō                         | 3:28    |
| 8.  | „Lemon”                                             | Kenshi Yonezu, Kōichirō Muroya (instr. smyczkowe) | 4:15    |
| 9.  | „Machigai sagashi” (jap. まちがいさがし)            | Kenshi Yonezu, Yūta Bandō                         | 4:27    |
| 10. | „Himawari” (jap. ひまわり)                          | Kenshi Yonezu, Yūta Bandō                         | 4:02    |
| 11. | „Mayoeru hitsuji” (jap. 迷える羊)                   | Kenshi Yonezu, Yūta Bandō                         | 3:46    |
| 12. | „Décolleté”                                         | Kenshi Yonezu, Yūta Bandō                         | 3:29    |
| 13. | „TEENAGE RIOT”                                      | Kenshi Yonezu, Yūta Bandō                         | 3:45    |
| 14. | „Umi no yūrei” (jap. 海の幽霊)                      | Kenshi Yonezu, Yūta Bandō (instr. smyczkowe)      | 3:54    |
| 15. | „Kanariya” (jap. カナリヤ)                          | Kenshi Yonezu, Yūta Bandō                         | 4:58    |

## Notowania
| Lista                      | Pozycja |
| -------------------------- | ------- |
| Oricon Weekly Album Chart  | 1       |
| Oricon Yearly Album Chart  | 1       |
| Billboard Japan Hot Albums | 1       |